# Стенурелла семикрапкова
Чорноплямка семицяткова (Rutpela septempunctata (Fabricius, 1792)) — вид жуків з родини Скрипунові.
Синоніми:
- Stenurella septempunctata (Fabricius, 1792)
- Leptura (Stenurella) septempunctata (Fabricius) Sama, 1988
- Strangalia septempunctata (Fabricius) Mulsant, 1863

## Молекулярна філогенія
На основі інтегративної філогенії за морфологічним (61 ознака) і молекулярним (мітохондрієві гени 16S рРНК і COI, а також ядровий ген 28S рРНК) аналізами Rutpela septempunctata переміщена з роду Stenurella, який є поліфілетичним, у рід Rutpela. 

## Поширення
Хорологія Rutpela  septempunctata  — елемент європейського зоогеографічного комплексу, пан'європейської групи. А реал охоплює лісові райони Центральної Європи, Кавказ, захід Малої Азії. В Українських Карпатах вид зустрічається дуже рідко, переважно на південно-західному макросхилі, в передгір'ях, а також на південних теренах Передкарпаття.

## Екологія
Імаго відвідують квіти. Літ триває з травня до липня.

## Морфологія

### Імаго
S. septempunctata — дрібних розмірів, довжиною до 12 мм. Загальний фон тіла — червонувато-рудий. Надкрила з двома чорними плямами кожне, затемненими вершинами та спільною плямою на шві в першій половині надкрил передньоспинка часто з чорною плямою неправильної форми, іноді без неї. Голова і задні стегна частково затемнені.

## Життєвий цикл
Личинка розвивається в деревині листяних. Життєвий цикл триває 2 роки.